# Kaiwhata (fleuve)
Le fleuve Kaiwhata  (en anglais : Kaiwhata River ) est un cours d’eau du sud de l’Île du Nord de la Nouvelle-Zélande.

## Géographie
Ce fleuve prend naissance dans un pays de collines escarpées situées au sud-est de Masterton et s’écoulant vers le sud-est pour atteindre l’Océan Pacifique à 12 km au sud de la localité de Riversdale Beach.